# 6 décembre
Pour les articles homonymes, voir Six-Décembre.
6 novembre 6 janvier
Chronologies thématiques
- Croisades
- Ferroviaires
- Sports
- Disney
- Anarchisme
- Catholicisme

Abréviations / Voir aussi
- (° 1852) = né en 1852
- († 1885) = mort en 1885
- a.s. = calendrier julien
- n.s. = calendrier grégorien
- Calendrier
- Calendrier perpétuel
- Liste de calendriers
- Naissances du jour

Le 6 décembre est le 340e jour de l'année du calendrier grégorien, 341e lorsqu'elle est bissextile. Il reste 25 jours avant la fin de l'année.
C'est le jour de la fête de Saint Nicolas (parfois fériée ?) dans plusieurs pays d'Europe.
C'était généralement l'équivalent du 16 frimaire du calendrier républicain ou révolutionnaire français, officiellement dénommé jour de l'ajonc.

## Événements

### XIesiècle
- 1060 : couronnement de Béla Ier de Hongrie.

### XIIIesiècle
- 1240 : la horde tatare de Batu Khan s'empare de Kiev.

### XIVesiècle
- 1305 : abdication de Ladislas V de son trône de Hongrie.

### XVesiècle
- 1491 : mariage du roi Charles VIII de France avec la duchesse Anne de Bretagne.
- 1492 : découverte (européenne) d'Hispaniola par Christophe Colomb.

### XVIIesiècle
- 1648 : purge de Pride, pendant la deuxième guerre civile anglaise.

### XVIIIesiècle
- 1741 : renversement du tsar Ivan VI par un coup d'État.
- 1793 : bataille de Bouin, lors de la guerre de Vendée.

### XIXesiècle
- 1846 : bataille de San Pasqual, pendant la guerre américano-mexicaine.
- 1848 : Manuel Isidoro Belzu devient président de la République de Bolivie.
- 1865 : la Géorgie est le 27e État à ratifier le treizième amendement de la Constitution des États-Unis, ce qui abolit l'esclavage.
- 1876 : le mouvement Terre et Liberté organise la première manifestation publique de l'histoire de la Russie[1].

### XXesiècle
- 1904 : dans un discours, Theodore Roosevelt exprime le corollaire Roosevelt.
- 1916 : sur le front roumain de la première guerre mondiale, les puissances centrales prennent Bucarest.
- 1917 :
  - indépendance de la Finlande, vis-à-vis de la Russie et de l'URSS embryonnaire, et jadis de la Suède.
  - le destroyer américain USS Jacob Jones est le premier navire de guerre à être coulé par l'ennemi, torpillé par le sous-marin allemand SM U-53.
- 1921 : signature du traité anglo-irlandais.
- 1922 : entrée en vigueur du traité anglo-irlandais, reconnaissant l'indépendance de l'Irlande, amputée de la majeure partie de l'Ulster, vis-à-vis du "Royaume-Uni".
- 1941 : ouverture du camp X (en) au Canada, construit pour former les agents secrets alliés.
- 1956 : bain de sang de Melbourne, à la suite de l'écrasement de l'insurrection de Budapest.
- 1989 : tuerie de l'École polytechnique de Montréal, féminicide de masse.
- 1998 : élection d'Hugo Chávez à la présidence du Venezuela.

### XXIesiècle
- 2016 : fin de la bataille de Syrte lors de la deuxième guerre civile libyenne, qui s'achève par la défaite de l'État islamique et la prise de la ville de Syrte par les forces du Gouvernement d'union nationale.
- 2017 : le président des États-Unis Donald Trump reconnaît Jérusalem comme capitale d'Israël.
- 2019 : sur l'île de la Dominique, les élections législatives ont lieu, dans le contexte d'un mouvement de protestation anti-gouvernemental[2]. Et c'est le parti travailliste, du Premier ministre Roosevelt Skerrit, qui est reconduit aux affaires.
- 2020 :
  - en Roumanie, les élections législatives ont lieu afin de renouveler les deux chambres du parlement du pays[3],[4].
  - au Venezuela, les élections législatives ont lieu afin de renouveler les 167 députés de l'Assemblée nationale du pays. Avec un taux de participation de seulement 31 %, le Parti socialiste unifié du président Nicolás Maduro remporte un peu plus des deux tiers des sièges[5].
- 2021 :
  - en Birmanie, Aung San Suu Kyi est condamnée à deux ans de prison par la junte au pouvoir depuis un coup d'État en février dernier[6].
  - en Autriche, Karl Nehammer est investi chancelier fédéral après la démission d'Alexander Schallenberg, au pouvoir depuis moins de deux mois[7].
- 2022 : sur l'île de Dominique, les élections législatives ont lieu de manière anticipée[8]. Le scrutin voit la reconduction du parti travailliste, qui remporte 19 des 21 sièges pourvu au suffrage direct, assurant ainsi le maintien de Roosevelt Skerrit au poste de Premier ministre.
- 2024 : en Roumanie, l'invalidation par la Cour constitutionnelle des résultats du 1er tour de l'élection présidentielle qui s'est tenue le 24 novembre entraîne l'annulation du 2d tour prévu le 8 décembre[9].

## Arts, culture et religions
- 1058 : à Sienne, les cardinaux réformistes élisent comme pape l'archevêque de Florence Gérard de Bourgogne, qui prend le nom de Nicolas II.
- 1898 : création de la société d'édition de disques de musique classique Deutsche Grammophon.
- 1912 : Ludwig Borchardt découvre le Buste de Néfertiti, à Amarna.
- 1950 : l'encyclique Mirabile illud (en), sur la croisade de prière pour la paix, est une mise en garde adressée aux dirigeants américains contre toute tentation de recours à l'arme nucléaire.
- 1968 : sortie du septième album musical des Rolling Stones, Beggars Banquet.
- 1986 : Johnny Hallyday sort l'album Gang.
- 1992 :
  - destruction de la mosquée de Babri.
  - sortie en France du film « local » La Crise de Coline Serreau, comédie sociale douce-amère avec Vincent Lindon, Patrick Timsit, Zabou Breitman, Maria Pacôme, Yves Robert, Michèle Laroque, Didier Flamand, etc.
- 2021 : fin de la fête juive de (la) Hanouka / inauguration (du Temple, sous une occupation grecque de Judée et Galilée au IIe siècle.

## Sciences et techniques
- 2014 : la sonde New Horizons, qui doit survoler Pluton, sort d'« hibernation », après neuf ans de trajet.

## Économie et société
- 1877 : parution du premier numéro du Washington Post.
- 1907 : catastrophe minière de Monongha.
- 1917 : explosion de Halifax.
- 1928 : massacre des bananeraies, en Colombie.
- 1947 : le président américain Harry Truman inaugure le parc national des Everglades en Floride.
- 1987 : première édition en France du Téléthon sur Antenne 2, du vendredi au samedi soirs non-stop, importé des États-Unis via l'acteur et humoriste Jerry Lewis pour convaincre les téléspectateurs francophones de promettre de donner de l'argent par le n° de téléphone 36-37 pour la recherche génétique contre les maladies de myopathie puis de mucoviscidose, le soin et le soutien aux malades ainsi atteints et à leurs familles[10].
- 1989 : tuerie de l'École polytechnique de Montréal au Québec.

## Naissances

### XVesiècle
- 1421 : Henri VI, roi d'Angleterre, de 1422 à 1461, et de 1470 à 1471 († 21 mai 1471).
- 1478 : Baldassare Castiglione, écrivain et diplomate lombard († 8 février 1529).

### XVIesiècle
- 1550 : Orazio Vecchi, compositeur modenais († 19 février 1605).
- 1599 : Jacques Vallée Des Barreaux, poète libertin et épicurien français († 9 mai 1673).

### XVIIesiècle
- 1608 : George Monck, homme politique anglais († 3 janvier 1670).
- 1609 : Nicolas-François de Vaudémont, duc de Lorraine († 25 janvier 1670).
- 1611 : Nicolas Baudesson, artiste peintre français († 4 septembre 1680).

### XVIIIesiècle
- 1732 : Warren Hastings, homme politique britannique, gouverneur général de l'Inde britannique († 22 août 1818).
- 1778 : Joseph Louis Gay-Lussac, physicien et chimiste français († 9 mai 1850).
- 1789 : Joseph Abrahamson, officier et pédagogue danois († 6 janvier 1847).

### XIXesiècle

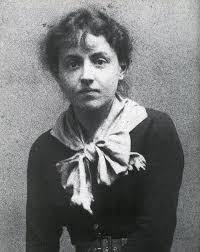
La peintre Louise Catherine Breslau, née le 6 décembre 1856.

- 1802 : Paul-Émile Botta, diplomate, archéologue et entomologiste français († 29 mars 1870).
- 1829 : Coralie Adélaïde de La Hault, vicomtesse du Toict († 8 juin 1911).
- 1837 : Alexandra Frosterus-Såltin, artiste peintre finlandaise († 29 février 1916).
- 1841 : Frédéric Bazille, peintre français († 28 novembre 1870).
- 1848 : Johann Palisa, astronome autrichien († 2 mai 1925).
- 1856 : Louise Catherine Breslau, peintre allemande († 12 mai 1927).
- 1862 : Paul Adam, écrivain français († 2 janvier 1920).
- 1864 : William Surrey Hart, acteur américain († 23 juin 1946).
- 1869 : Albert Larroquette, enseignant, historien et géographe († 25 avril 1939).
- 1875 : Albert Bond Lambert, pionnier de l'aéronautique et golfeur américain († 12 novembre 1946).
- 1890 : Yoshio Nishina (仁科 芳雄), physicien japonais († 10 janvier 1951).
- 1896 : Ira Gershwin (Israël Gershowitz dit), parolier américain († 17 août 1983).
- 1900 : Agnes Moorehead, actrice américaine († 30 avril 1974).

### XXesiècle
- 1901 : 
  - Charles Boursin, entomologiste français († 27 décembre 1971).
  - Yves Deniaud, comédien et chansonnier français († 7 décembre 1959).
- 1902 : 
  - Saverio Ragno, escrimeur italien († 22 avril 1969).
  - Nikolaï Ivanovitch Tarasov, danseur russe († 8 février 1975).
- 1903 : Mykola Kolessa (Мико́ла Філаре́тович Коле́сса), chef d'orchestre, compositeur et pédagogue soviétique puis ukrainien († 8 juin 2006).
- 1904 :
  - Ève Curie, femme de lettres, diplomate et musicienne française († 22 octobre 2007).
  - Elissa Landi (Elisabeth Marie Christine Kühnelt dite), actrice américaine d'origine italienne († 21 octobre 1948).
- 1905 : Piero Sacerdoti, assureur et professeur universitaire italien († 30 décembre 1966).
- 1906 : Léonid Brejnev (Леони́д Ильи́ч Бре́жнев), dirigeant soviétique, secrétaire général du PCUS († 10 novembre 1982).
- 1907 : 
  - Albert Chavaz, artiste-peintre suisse († 17 janvier 1990).
  - Giovanni Ferrari, footballeur italien († 2 décembre 1991).
- 1908 : Baby Face Nelson (Lester Joseph Gillis dit), braqueur de banque américain († 27 novembre 1934).
- 1909 : Lyn Murray (Lionel Breeze dit), compositeur britannique († 20 mai 1989).
- 1910 : Mortimer Taube, bibliothécaire, documentaliste et pionnier des sciences de l'information († 3 septembre 1965).
- 1911 : Aleksander Gabszewicz, pilote de chasse polonais († 10 octobre 1983).
- 1912 : Albert Dusch, arbitre allemand de football († 6 décembre 2002).
- 1913 :
  - Eleanor Holm, nageuse et actrice américaine († 31 janvier 2004).
  - John Mikaelsson, marcheur suédois double champion olympique († 16 juin 1987).
- 1914 : Raymond Fassin, instituteur et résistant français († 12 février 1945).
- 1915 :
  - Pierrette Micheloud, poétesse et artiste peintre († 14 novembre 2007).
  - Suvarte Soedarmadji, joueur de football international indonésien († 1979).
  - Andreï Starovoïtov (Андрей Васильевич Старовойтов), joueur, arbitre et dirigeant russe de hockey sur glace († 22 mars 1997).
- 1916 : Kristján Eldjárn, homme politique islandais président de la République († 14 septembre 1982).
- 1917 : Kamal Joumblatt, homme politique libanais († 16 mars 1977).
- 1920 :
  - Anfrosina Berardi, jeune catholique italienne vénérable († 13 mars 1933).
  - David Warren « Dave » Brubeck, musicien américain († 5 décembre 2012).
- 1921 :
  - Marcel Callo, bienheureux catholique français et breton gallo († 19 mars 1945).
  - Piero Piccioni, compositeur italien de musiques de films († 23 juillet 2004).
- 1923 : Emile Hemmen, écrivain poète luxembourgeois († 8 janvier 2021).
- 1924 : Wallace Maynard « Wally » Cox, acteur américain († 15 février 1973).
- 1925 : 
  - Yeso Amalfi, footballeur brésilien († 10 mai 2014).
  - Pentti Lund, joueur de hockey sur glace canadien († 16 avril 2013).
- 1926 : Arlette Accart, co-pionnière speakerine et animatrice française de télévision († 9 avril 1957).
- 1927 :
  - Jacques Bondon, compositeur français († 2 avril 2008).
  - Sergio Corbucci, réalisateur et scénariste italien († 1er décembre 1990).
  - Nicolás Pérez González, chanteur et compositeur paraguayen († 16 mai 1991).
- 1928 : Janine Mignolet, actrice québécoise († 3 mai 1994).
- 1929 :
  - Philippe Bouvard, journaliste français.
  - Nikolaus Harnoncourt, chef d'orchestre allemand († 5 mars 2016).
  - Alain Tanner, réalisateur suisse († 11 septembre 2022).
- 1932 : Jacques Ferrière (Jean-Claude Fradin dit), acteur français († 9 avril 2005).
- 1933 : Henryk Górecki, compositeur polonais († 12 novembre 2010).
- 1935 : Jean Lapointe, auteur-compositeur, interprète, humoriste, acteur et sénateur québécois († 18 novembre 2022).
- 1936 : Denis Monette, romancier et journaliste québécois.
- 1938 : Patrick Bauchau, acteur belge.
- 1939 : Klaus Balkenhol, cavalier et entraîneur allemand de dressage champion olympique.
- 1940 : Lawrence Bergman, homme politique québécois.
- 1941 : Richard Speck, tueur en série américain († 5 décembre 1991).
- 1942 : Peter Handke, romancier autrichien, prix Nobel de littérature en 2019.
- 1943 : Anne Kerylen, actrice française († 23 mars 2021).
- 1945 : Lawrence Robert « Larry » Bowa, joueur et gérant américain de baseball.
- 1946 : Salif Keita, footballeur malien.
- 1947 : Lawrence Cannon, homme politique québécois.
- 1948 : Margaret JoBeth Williams, actrice américaine.
- 1949 : Jacques Rousselot, dirigeant français
- 1950 :
  - Guy Drut, athlète champion, homme politique, ministre français des sports.
  - Joe Hisaishi (Mamoru Fujisawa / 藤澤 守 dit), compositeur japonais.
- 1953 :
  - Thomas Edward « Tom » Hulce, acteur américain.
  - Dwight Stones, athlète américain, spécialiste du saut en hauteur.
- 1954 : Paul Dirmeikis, poète, compositeur, chanteur et peintre français.
- 1956 :
  - Peter Buck, musicien américain, guitariste du groupe R.E.M..
  - Randall William « Randy » Rhoads, musicien américain, guitariste du groupe Ozzy Osbourne († 19 mars 1982).
- 1957 : Denis Bernard, acteur québécois.
- 1958 : Nicholas Wulstan « Nick » Park, réalisateur britannique de films d'animation.
- 1959 : Satoru Iwata (岩田 聡), producteur de jeux vidéo japonais († 11 juillet 2015).
- 1962 :
  - Claude Chirac, conseillère en communication (politique) française.
  - Janine Turner (Janine Loraine Gauntt dite), actrice américaine.
- 1963 :
  - Marc-André Coallier, acteur et animateur québécois.
  - Stéphane Guillon, humoriste et chroniqueur français.
  - Martin Hirsch, responsable "Emmaüs", homme politique, ministre puis président français de l'APHP.
- 1967 : Judd Apatow, réalisateur, scénariste et producteur américain.
- 1968 : Karl Ove Knausgård, écrivain norvégien.
- 1970 : Jeffrey Rouse, nageur américain triple champion olympique.
- 1971 :
  - Richard Krajicek, joueur de tennis néerlandais.
  - Matthew Patrick « Matt » Maloney, basketteur américain.
  - José Contreras, joueur de baseball cubain champion olympique.
- 1972 :
  - Frédéric Fauthoux, joueur puis entraîneur français de basket-ball.
  - Cyrille Pouget, joueur de football international français.
- 1973 :
  - Cédric Heitz, entraîneur français de basket-ball.
  - Salim Mokdat, footballeur algérien.
  - François de Rugy, homme politique français, député président de l'Assemblée nationale, ministre de l'environnement.
- 1974 : Jeanine Cummins, écrivaine américaine.
- 1976 : Estelle Denis, journaliste sportive et animatrice de télévision française.
- 1978 : Arnaud Ducret, comédien et humoriste français et normand.
- 1979 : Timothy Filiga « Tim » Cahill, joueur de football international australien.
- 1982 :
  - Ryan Carnes, acteur américain.
  - Alberto Contador, cycliste espagnol.
- 1984 : Mark Daumail, chanteur et musicien français guitariste du groupe Cocoon.
- 1986 : Matthew Norman « Matt » Niskanen, hockeyeur sur glace américain.
- 1988 :
  - Waly Dia, comédien et humoriste français.
  - Adam Eaton, joueur de baseball américain.
  - Sandra Nurmsalu, chanteuse estonienne du groupe Urban Symphony.
  - Sabrina Ouazani, actrice française.
- 1991 : Andréa Fileccia, footballeur belgo-italien.
- 1992 : Lilian Calmejane, coureur cycliste français vainqueur d'étape en Tour de France.
- 1994 : Giánnis Antetokoúnmpo, basketteur grec.
- 1995 : Fatima Zahra El Qorachi, judokate marocaine.
- 1996 :
  - Sofia Karlberg, chanteuse suédoise.
  - Stefanie Scott, actrice et chanteuse américaine.
- 1997 : Sabrina Ionescu, basketteuse américaine.
- 1999 : Amanda Manopo, actrice et chanteuse indonésienne

## Décès

### IVesiècle
- 343 : Nicolas de Myre, saint chrétien ci-après / Saint Nicolas (° 270).

### IXesiècle
- 884 : Carloman II, roi des Francs de 879 à 884 (° vers 867).

### XIIesiècle
- 1185 : Alphonse Ier, roi de Portugal de 1139 à 1185 (° 25 juillet 1109).

### XIVesiècle
- 1352 : Clément VI (Pierre Roger dit), 198e pape, en fonction de 1342 à 1352 (° 1291).

### XVIesiècle
- 1562 : Jan van Scorel peintre et architecte néerlandais (° 1495).

### XVIIesiècle
- 1658 : Baltasar Gracián, écrivain espagnol (° 8 janvier 1601).

### XVIIIesiècle
- 1718 : Nicholas Rowe, dramaturge britannique (° 20 juin 1674).
- 1746 : Grizel Baillie, poétesse, compositrice et chroniqueuse écossaise (° 25 décembre 1665).
- 1748 : Teresa Chicaba, religieuse dominicaine affranchie.
- 1771 : Jean-Baptiste Morgagni, anatomiste italien (° 25 février 1682).
- 1779 : Jean Siméon Chardin, peintre français (° 2 novembre 1699).
- 1788 : Nicole-Reine Lepaute, astronome et mathématicienne française (° 5 janvier 1723).

### XIXesiècle
- 1855 : William Swainson, naturaliste britannique (° 8 octobre 1789).
- 1867 : Pierre Flourens, physicien français (° 13 avril 1794).
- 1868 : August Schleicher, philologue allemand (° 19 février 1821).
- 1882 :
  - Louis Blanc, homme politique et écrivain français (° 29 octobre 1811).
  - Alfred Escher, homme politique et industriel suisse (° 20 février 1819).
  - Anthony Trollope, romancier britannique (° 24 avril 1815).
- 1884 : Jean-Baptiste Van Moer, peintre belge (° 17 décembre 1819).
- 1889 : Jefferson Davis, homme politique et militaire américain, président des États confédérés d'Amérique (° 3 juin 1808).
- 1892 : Ernst Werner von Siemens, inventeur et industriel allemand (° 13 décembre 1816).
- 1893 : Johann Rudolf Wolf, astronome suisse (° 7 juillet 1816).

### XXesiècle
- 1921 :
  - Félix Arnaudin (Simon Arnaudin dit), poète et photographe français (° 30 mai 1844).
  - Flores (Isidoro Martí Fernando dit), matador espagnol (° 12 mai 1884).
- 1932 : Eugène Brieux, écrivain et académicien français (° 19 janvier 1858).
- 1949 : Leadbelly (Huddie William Ledbetter dit), chanteur américain (° 23 janvier 1888).
- 1955 : Johannes Peter « Honus » Wagner, joueur de baseball américain (° 24 février 1874).
- 1956 : Bhimrao Ramji Ambedkar (भीमराव रामजी आंबेडकर), homme politique indien (° 14 avril 1891).
- 1959 : Erhard Schmidt, mathématicien allemand (° 13 janvier 1876).
- 1961 : Frantz Fanon, écrivain martiniquais (° 20 juillet 1925).
- 1967 : Óscar Gestido, homme politique et militaire uruguayen, président de l'Uruguay (° 28 novembre 1901).
- 1968 : Louis Morisset, auteur québécois de feuilletons télévisés (° 21 avril 1915).
- 1972 :
  - Augustin Le Maresquier, historien régional français (° 15 décembre 1910).
  - Janet Munro, actrice britannique (° 28 septembre 1934).
- 1973 : Pierre Boucher, acteur québécois (° 7 août 1921).
- 1975 : Pierre Bost, écrivain et scénariste français (° 5 septembre 1901).
- 1976 : João Goulart, homme politique et avocat brésilien, président de la République du Brésil (° 1er mars 1919).
- 1977 : Raoul Follereau, écrivain et journaliste français (° 17 août 1903).
- 1980 : Ève Francis, comédienne française, veuve de Louis Delluc (° 24 août 1886).
- 1983 : Lucienne Boyer, chanteuse française (° 18 août 1901).
- 1986 : Malik Oussekine, manifestant victime de voltigeurs (° 18 octobre 1964).
- 1988 :
  - Roy Orbison, chanteur américain (° 23 avril 1936).
  - Léopold Sluys, organiste, compositeur et pédagogue belge (° 19 janvier 1922).
- 1989 :
  - Sammy Fain (Samuel Feinberg dit), acteur et compositeur américain (° 17 juin 1902).
  - John Payne, acteur américain (° 23 mai 1912).
- 1990 : Tunku Abdul Rahman (تونكو عبدالرحمن), homme politique malaisien, Premier ministre de la Malaisie (° 8 février 1903).
- 1991 : Richard Stone, économiste britannique, prix Nobel d'économie en 1984 (° 30 août 1913).
- 1993 : Don Ameche (Dominic Felix Amici dit), acteur américain (° 31 mai 1908).
- 1994 : Gian Maria Volonté, acteur italien (° 9 avril 1933).
- 1998 :
  - César (César Baldaccini dit), sculpteur français (° 1er janvier 1921).
  - Georges Borgeaud, écrivain suisse (° 27 juillet 1914).
  - Pierre Lamy, producteur québécois (° 4 octobre 1926).
- 2000 :
  - Werner Klemperer, acteur allemand (° 22 mars 1920).
  - Aziz Mian ( عزیز میاں قوال), chanteur pakistanais (° 17 avril 1942).

### XXIesiècle
- 2001 : Peter Blake, navigateur néo-zélandais (° 1er octobre 1948).
- 2002 : Philip Berrigan, activiste pacifiste américain (° 5 octobre 1923).
- 2003 :
  - José María Jiménez, cycliste espagnol (° 6 février 1971).
  - Paul-Louis Halley, hommes d'affaires français (° 16 septembre 1934).
  - Carlos Manuel Arana Osorio, homme politique guatémaltèque président de la République (° 17 juillet 1918).
  - Hans Hotter, artiste lyrique allemand (° 19 janvier 1909).
- 2004 : Raymond Goethals, joueur et entraîneur de football belge (° 7 octobre 1921).
- 2005 :
  - Charly Gaul, cycliste luxembourgeois (° 8 décembre 1932).
  - Devan Nair, homme politique singapourien président de la République (° 5 août 1923).
- 2007 :
  - Katy French, mannequin irlandais (° 1er décembre 1983).
  - Jacques Hébert, écrivain, éditeur et homme politique québécois (° 21 juin 1923).
- 2008 : Gérard Lauzier, auteur français de bande dessinée, théâtre et cinéma (° 30 novembre 1932).
- 2011 : Dobie Gray (Lawrence Darrow Brown dit), chanteur et compositeur américain (° 26 juillet 1940).
- 2013 :
  - Tom Krause, chanteur lyrique baryton-basse finlandais (° 5 juillet 1934).
  - Jean-Pierre Desthuilliers, poète français (° 22 octobre 1939).
- 2016 :
  - Bruno Bayen, romancier et auteur dramatique français (° 13 novembre 1950).
  - Jacky Morael, homme politique belge (° 26 novembre 1959).
  - Peter Vaughan, acteur britannique (° 4 avril 1923).
- 2017 : 
  - Juan Luis Buñuel, cinéaste espagnol (° 9 novembre 1934).
  - William H. Gass, écrivain américain (° 30 juillet 1924).
  - George E. Killian, entraîneur et dirigeant américain de basket-ball (° 6 avril 1924).
  - Judith Miller, philosophe française (° 3 juillet 1941).
  - Cyrus Young, athlète de lancer de javelot américain (° 28 juillet 1928).
- 2018 : 
  - Ace Cannon, saxophoniste alto et ténor américain (° 5 mai 1934).
  - Larry Hennig, catcheur américain (° 18 juin 1936).
  - Ivan Hladouch, colonel général soviétique puis ukrainien (° 24 juillet 1929).
  - Joseph Joffo, écrivain français, auteur notamment d’Un sac de billes (° 2 avril 1931).
  - Aleksandr Minayev, footballeur puis entraîneur soviétique et ensuite russe (° 11 août 1954).
  - Pete Shelley, auteur, chanteur et guitariste britannique (° 17 avril 1955).
- 2020 : Paul Sarbanes, sénateur américain (° 3 février 1933).
- 2021 : Chris Achilleos, peintre de pin-ups fantasy britannique d'origine chypriote (° Christos Achilléos en 1947).
- 2022 : Alain Fousseret, homme politique de l'est de la France (° en 1956).
- 2023 :
  - Refaat Alareer, écrivain, poète, professeur et activiste palestinien (° 23 septembre 1979).
  - Joseph Bernardo, nageur français (° 31 mai 1929).
  - Alfredo M. Bonanno, anarchiste italien (° 4 mars 1937).
  - Laurent Bucyibaruta, haut fonctionnaire rwandais (° 1944).
  - Dean Crawford, rameur d'aviron canadien (° 28 février 1958).
- 2024 :
  - Ángela Álvarez, autrice-compositrice-interprète cubaine (° 13 juin 1927).
  - Malcolm Le Grice, réalisateur britannique (° 15 mai 1940).
  - Phelekezela Mphoko, homme d'État zimbabwéen (° 11 juin 1940).
  - Jean-Pierre Rioux, historien français (° 15 février 1939).
  - Dickie Rock, chanteur irlandais (° 10 octobre 1946).
  - Stanisław Tym, acteur, metteur en scène de théâtre et cinéaste polonais (° 17 juillet 1937).

## Célébrations
- Argentine : journée nationale du gaucho (es)[11].
- Canada : journée nationale de commémoration et d'action contre la violence faite aux femmes.
- Espagne : jour de la Constitution commémorant le référendum de 1978 qui a permis de faire approuver la Constitution actuelle d'une monarchie parlementaire et démocratique.
- Finlande : fête nationale célébrant la déclaration d'indépendance de 1917 vis-à-vis de la Russie voisine.
- Pérou : día de la Policía nacional ou « journée de la Police nationale »[12].
- Quito (Équateur) : fondation de la ville en 1534.

### Célébrations religieuses
- Fête de la saint-Nicolas (christianisme), célébrée dans de nombreux pays d'Europe du Nord et de l'Est : Allemagne, Autriche, Belgique, Croatie, France (nord et nord-est), Luxembourg (Kleeschen), Pays-Bas (Sinterklaas), Pologne (Święty Mikołaj), Roumanie, Royaume-Uni, Russie, Slovaquie, Suisse, Tchéquie ; en prélude du "père Noël" des 24 aux 25 décembre (décalage hérité de l'écart entre ancien calendrier julien et actuel calendrier grégorien, du solstice etc.), avec des traditions annonçant Noël.

### Saints des Églises chrétiennes

#### Catholiques et orthodoxes
- Abraham de Cratia (Ve siècle) — ou « Abraamios » —, évêque de Cratéa, en Bithynie, (aujourd'hui Gerede, en Turquie).
- Aselle (en) († vers 406) — ou « Asella » —, moniale puis abbesse à Rome, surnommée "une fleur du Seigneur".
- Denise, Dative, Léontia, Tertius, Émilien, Boniface, Majoric (fils de sainte Denise) († 484), martyrs.
- Florentine, vierge et martyre à Cologne, en Rhénanie (voir aussi 1er décembre).
- Gertrude d'Hamage († vers 649) — ou « Gertrude aux Câts », ou « Gertrude de Cambrai » —, noble mérovingienne devenue abbesse.
- Nicolas de Myre (IVe siècle), évêque.
- Obice de Brescia († v. 1200), moine.
- Polychronius (IVe siècle), martyr.

#### Saints ou bienheureux catholiques
- Gérard de la Charité († 1102), moine bénédictin français fondateur de monastères.
- János Scheffler († 1952), bienheureux évêque roumain martyr.
- Joseph Nguyên Duy Khang (pl) († 1864), laïc catéchiste vietnamien mort martyr.
- Marie-Thérèse Louise Frias Cañizares († 1936), bienheureuse laïque espagnole martyre lors de la guerre civile espagnole.
- Pierre Pascal († 1300 ou 1321), bienheureux, abbé du monastère de Braga, au nord du Portugal, puis évêque de Grenade, martyr.

#### Saints orthodoxes
aux dates éventuellement différentes dans les calendriers julien ou orientaux :
- Grégoire Péradzé († 1942), archimandrite, premier recteur de la paroisse orthodoxe géorgienne Sainte-Nino de Paris, martyr.
- Maxime de Kiev († 1305), d'origine grecque, métropolite de Kiev (1285-1305), puis de toute l'Église russe, en 1283.
- Nicolas Caramos († 1657) — ou « Cassetis » —, martyr à Smyrne par la main de musulmans.
- Théophile d'Antioche († 18 octobre 183), septième évêque d'Antioche de 169 à 182, fêté le 13 octobre en Occident à majorité catholique (voire protestante).

## Traditions et superstitions
- De la saint-Nicolas, d'abord en chrétientés.
- Dernier jour de xiaoxue ou faibles neiges, période amorcée les 22 novembre

### Dictons
- « L'hiver est souvent là dès la Saint-Nicolas. »[15]
- « Neige à la Saint-Nicolas donne froid pour trois mois. »[16]
- « Nouvelle lune à Saint-Nicolas, dans les champs c'est du verglas. »[17]
- « Saint-Nicolas fait les bons mariages, guérit de la fièvre et de la rage. »[18]
- « Saint-Nicolas marie les filles avec les gars. »[15] (et 25 novembre etc.)
- « Si Nicolas plume ses oies[19], pour des mois l'hiver est là. »[15]

### Astrologie
- Signe du zodiaque : 14e jour du Sagittaire.

## Toponymie
- Les noms de plusieurs voies, places, sites ou édifices de pays ou régions francophones contiennent cette date sous diverses graphies : voir Six-Décembre .